# Henry Patten
Henry Patten (ur. 6 maja 1996 w Colchesterze) – brytyjski tenisista, zwycięzca Wimbledonu 2024 i Australian Open 2025 w grze podwójnej, reprezentant kraju w Pucharze Davisa.

## Kariera tenisowa
W karierze zwyciężył w pięciu turniejach cyklu ATP Tour w grze podwójnej z dziewięciu rozegranych finałów. Mistrz razem z Harrim Heliövaarą Wimbledonu 2024 i Australian Open 2025 w grze podwójnej.
Od września 2024 roku reprezentant Wielkiej Brytanii w Pucharze Davisa.
W rankingu gry pojedynczej najwyżej był na 462. miejscu (19 września 2022), a w klasyfikacji gry podwójnej na 3. pozycji (27 stycznia 2025).

### Historia występów wielkoszlemowych w grze podwójnej
Legenda
     W, wygrany turniej
     F, przegrana w finale
     SF, przegrana w półfinale
     QF, przegrana w ćwierćfinale
     xR, przegrana w x rundzie
     Qx, przegrana w x rundzie kwalifikacji
     A, brak startu
     NH, turniej nie odbył się
| Turniej         | 2020 | 2021 | 2022 | 2023 | 2024 | 2025 | Tytuły | Z–P    |
| --------------- | ---- | ---- | ---- | ---- | ---- | ---- | ------ | ------ |
| Australian Open | A    | A    | A    | 2R   | 2R   | W    | 1 / 3  | 8 – 2  |
| French Open     | A    | A    | A    | 1R   | 3R   |      | 0 / 2  | 2 – 1  |
| Wimbledon       | NH   | A    | 1R   | A    | W    |      | 1 / 2  | 6 – 1  |
| US Open         | A    | A    | A    | 3R   | 3R   |      | 0 / 2  | 4 – 2  |
|                 |      |      |      |      |      |      |        |        |
| Bilans spotkań  | 0–0  | 0–0  | 0–1  | 3–3  | 11–3 | 6–0  | 2 / 9  | 20 – 1 |

### Finały w turniejach ATP Tour
| Legenda                                      |
| -------------------------------------------- |
| Wielki Szlem                                 |
| Igrzyska olimpijskie                         |
| Tennis Masters Cup / ATP Finals              |
| ATP Masters Series / ATP Tour Masters 1000   |
| ATP International Series Gold / ATP Tour 500 |
| ATP International Series / ATP Tour 250      |

#### Gra podwójna (5–4)
| Końcowy wynik | Nr | Data                 | Turniej                    | Nawierzchnia  | Partner          | Przeciwnicy                     | Wynik finału           |
| ------------- | -- | -------------------- | -------------------------- | ------------- | ---------------- | ------------------------------- | ---------------------- |
| Finalista     | 1. | 9 kwietnia 2023      | Houston                    | Ceglana       | Julian Cash      | Max Purcell Jordan Thompson     | 6:4, 4:6, 5–10         |
| Zwycięzca     | 1. | 7 kwietnia 2024      | Marrakesz                  | Ceglana       | Harri Heliövaara | Alexander Erler Lucas Miedler   | 3:6, 6:4, 10–4         |
| Finalista     | 2. | 21 kwietnia 2024     | Bukareszt                  | Ceglana       | Harri Heliövaara | Sadio Doumbia Fabien Reboul     | 3:6, 5:7               |
| Zwycięzca     | 2. | 25 maja 2024         | Lyon                       | Ceglana       | Harri Heliövaara | Yuki Bhambri Albano Olivetti    | 3:6, 7:6(4), 10–8      |
| Zwycięzca     | 3. | 13 lipca 2024        | Wimbledon, Londyn          | Trawiasta     | Harri Heliövaara | Max Purcell Jordan Thompson     | 6:7(7), 7:6(8), 7:6(9) |
| Finalista     | 3. | 2 października 2024  | Pekin                      | Twarda        | Harri Heliövaara | Simone Bolelli Andrea Vavassori | 6:4, 3:6, 5–10         |
| Zwycięzca     | 4. | 20 października 2024 | Sztokholm                  | Twarda (hala) | Harri Heliövaara | Petr Nouza Patrik Rikl          | 7:5, 6:3               |
| Zwycięzca     | 5. | 25 stycznia 2025     | Australian Open, Melbourne | Twarda        | Harri Heliövaara | Simone Bolelli Andrea Vavassori | 6:7(16), 7:6(5), 6:3   |
| Finalista     | 4. | 1 marca 2025         | Dubaj                      | Twarda        | Harri Heliövaara | Yuki Bhambri Alexei Popyrin     | 6:3, 6:7(12), 8–10     |